# Slavko Ivančić
Slavko Ivančić, slovenski pevec, pianist in glasbeni pedagog, hrvaškega rodu * 28. november 1954, Crikvenica, Hrvaška.

## Življenjepis
Glasbeno pot je začel 1973 v Crikvenici. Že leta 1974 je z Grupo Vivak izdal singel ploščo s pesmima Listopad in Balada o novome, Slavko se je na plošči predstavil kot skladatelj. Slavko takrat star komaj 20 let, v rojstni Crikvenici, skupaj s še nekaj kolegi, je so-ustanovil legendarno klapo Crikvenica. V tistem času si je nabral veliko izkušenj, ki so mu prav prišle tudi pri delu s klapo Solinar, ki deluje že nekaj let. Slavko je bil tudi član skupine Liburni. Na Reki je končal glasbeno akademijo, leta 1980 pa se je preselil v Piran in se za dve leti priključil skupini Faraoni. Kasneje je nastopal kot pianist v spremljevalni skupini znanega zagrebškega pevca Danijela Popovića, ki je takratno Jugoslavijo leta 1983 zastopal na tekmovanju Pesmi Evrovizije s skladbo »Džuli«. Sledijo nastopi po Sovjetski zvezi in Evropi, s skupino Caravan iz Zagreba. 
Leta 1984 se je na povabilo Danila Kocjančiča pridruži skupini Bazar, s katero je posnel eno vinilno ploščo. Danilo Kocjančič je bil Slavku prvi slovenski mentor, prvič je namreč v slovenskem jeziku leta 1984 odpel pesem Tina, ki je postala velik hit. Leta 1986 se je predstavil tudi v duetu z Rosano Braico, kjer sta nastopila s pesmijo »Vječnost jedne ljubavi« na melodijah morja in sonca in pobrala kar 4 nagrade, med njimi 2. mesto nagrade občinstva. Skupaj z Nado Žgur in Branko Kraner zastopajo Jugoslavijo na Knock Cup festivalu v Belgiji. Nato je za nekaj let odšel v tujino s skupino Casino Band. S skupino Casino Band se je na Melodijah morja in sonca predstavil dvakrat. Največji uspeh skupine je bila pesem »Poljubi me još jedan put«. Prvič leta 1988 s pesmijo v slovenskem jeziku in leta 1989 s pesmijo v hrvaščini (»Poljubi me još jedan put«), ki je prejela dve nagradi. Leta 1994 pa se je ponovno pridružil skupini Faraoni, s katero je ostal do preloma tisočletja, nato pa se je odločil za samostojno kariero. 
Večkrat je zmagal na festivalu Melodije morja in sonca. Od leta 2011 si kot umetniški vodja prireditvi prizadeva vrniti nekdanji blišč, na primer z uvedbo spremljevalne skupino v živo. Nastopal je kot solist in s skupino Kalamari, v zadnjem času pa nastopa z akustično zasedbo (Slavko Ivančić - vokal, klavir; Matjaž Švagelj - akustična kitara, spremljevalni vokal; Alex Mladenov - bas kitara, spremljevalni vokal in Jaka Selan - bobni, percussion) in s skupino GeDoRe. Vsako leto, navadno avgusta, priredi v portoroškem Avditoriju samostojni koncert. Nekaj let je vodil klapo Solinar, kjer je bil umetniški vodja, ustanovitelj, ter pianist. S klapo Solinar so veliko veliko nastopali. Leta 2010 je klapa izstopila iz HKD Istra, Slavko Ivančić pa je skupaj s pevci ustanovil Kulturno Društvo Klapa Solinar, v sklopu katerega so sodelovali do 2015. Do sedaj so uspešno nastopili v različnih slovenskih mestih (Maribor, Celje, Šmartno pri Litiji, Kočevje, Novo mesto, Nova Gorica, Koper, Portorož...), pa tudi na Hrvaškem (Cres, Umag) in v Italiji (Trst).  Je tudi umetniški vodja ženske vokalne skupine Žižole. Vrsto let redno obiskuje Slovensko popevko, leta 2011 je s skladbo Danes je dan in po glasovanju gledalcev dosegel tretje mesto. Leta 2014 je s klapo Solinar izdal album SOLINAR in priredili so koncert v dvorani avditorija ob promociji albuma. Istega leta je imel svoj jubilej 60 let in 40 let glasbenega udejstvovanja, priredil je velik koncert v Portoroškem avditoriju, prav tako je nastopal s Faraoni in so imeli decembra 2015 veliki koncert v ljubljanski hali tivoli. Septembra 2018 je izdal popolnoma nov album Med valovi in oblaki. Za štiri skladbe z albuma je posnel videospote: Nekoč, Dan ob tebi in Morje, ti povej ter Lahko računaš name. Leta 2023 so s Faraoni priredili (in razprodali) koncert v Portoroškem Avditoriju (Faraoni s prijatelji). V letu 2024 praznuje jubilej 70 let in 50 let glasbene kariere. 18. oktobra 2024 je v polni Štihovi dvorani Cankarjevega doma s koncertom pospremil izid novega albuma največjih uspešnic 70 + 50.

## Diskografija
- 1974 z grupo Vivak - Vivak
- 1986 s skupino Bazar - Bazar
- 1995 s Faraoni - Stari časi
- 1996 s Faraoni - Sem takšen, ker sem živ
- 1997 s Faraoni - V živo! (San Simon, 20. 8. 1997)
- 1999 s Faraoni - Kar tako
- 2000 - Črta
- 2003 - Moja ljubezen
- 2008 - Preberi me...
- 2014 s Klapo Solinar - Solinar
- 2018 - Med valovi in oblaki
- 2024 - 70 + 50

## Nastopi na glasbenih festivalih

### Melodije morja in sonca
- 1986: Viječnost jedne ljubavi (Matjaž Murko - Rosana Brajko) - z Rosano Brajko (nagrada strokovne žirije za najboljšo skladbo v celoti, nagrada strokovne žirije za najboljšo priredbo, 2. nagrada občinstva)
- 2000: Črta (Danilo Kocjančič - Drago Mislej - Marino Legovič) (1. nagrada občinstva, nagrada strokovne žirije za najboljše besedilo)
- 2003: Ko mene več ne bo (Sašo Fajon - Drago Mislej Mef - Sašo Fajon) - z Lavando (nagrada strokovne žirije za najboljšo pesem v celoti, nagrada strokovne žirije za najboljše besedilo, nagrada strokovne žirije za najboljšo priredbo)
- 2004: Z mano ti ne gre (Danilo Kocjančič - Drago Mislej Mef - Sašo Fajon) (nagrada strokovne žirije za najboljše besedilo)

### Slovenska popevka

#### Slovenska popevka
- 2000: Zagrabi me (Danilo Kocjančič - Drago Mislej - Danilo Kocjančič) (10. mesto)
- 2001: Nisem jaz (Sašo Fajon - Drago Mislej - Patrik Greblo) (10. mesto, nagrada strokovne žirije za najboljšega izvajalca, nagrada strokovne žirije za najboljše besedilo)
- 2004: Ti boš vedno z menoj (Danilo Kocjančič - Drago Mislej Mef - Sašo Fajon) (9. mesto)
- 2006: Če imaš me v krvi (Sašo Fajon - Urša Mravlje Fajon - Patrik Greblo)
- 2007: Kdo si (Enzo Hrovatin - Miša Čermak - Patrik Greblo) (14. mesto)
- 2010: Tisto, kar ostane (Gaber Radojevič - Leon Oblak - Patrik Greblo) (nagrada strokovne žirije za najbolj obetavnega avtorja oz. izvajalca, 6. mesto)
- 2011: Danes je dan (Gaber Radojević - Drago Mislej Mef - Lojze Krajnčan) (3. mesto)
- 2012: Zdaj (Gaber Radojevič - Miša Čermak - Jaka Pucihar) - z Manco Izmajlovo (3. mesto)
- 2017 Med valovi in oblaki (Marino Legovič - Leon Oblak - Patrik Greblo)

### Hit festival
- 2002: Ogoljufan (Marino Legovič/Damjana Kenda Hussu/Marino Legovič)

### EMA
- 2009: Kaj me briga (Mitja Kodarin - Mitja Kodarin - Gaber Radojevič) - z Ne me jugat (5. mesto)

## Nagrade
- Leta 2024 je prejel Zlati grb Občine Piran, za dolgoletno ustvarjalno delo in izjemen prispevek slovenski glasbi ter promociji Občine Piran.[1][2]